# علی براتلیگیل
علی براتلیگیل (ترکی استانبولی: Ali Beratlıgil؛ ۲۱ اکتبر ۱۹۳۱ – ۱ فوریهٔ ۲۰۱۶) بازیکن فوتبال اهل ترکیه بود.
از باشگاه‌هایی که در آن بازی کرده‌است می‌توان به باشگاه فوتبال گالاتاسرای، باشگاه ورزشی استانبول‌اسپور، و باشگاه ورزشی گالاتاسارای اشاره کرد.
وی همچنین در تیم ملی فوتبال ترکیه بازی کرده‌است.